# Leonie Mann

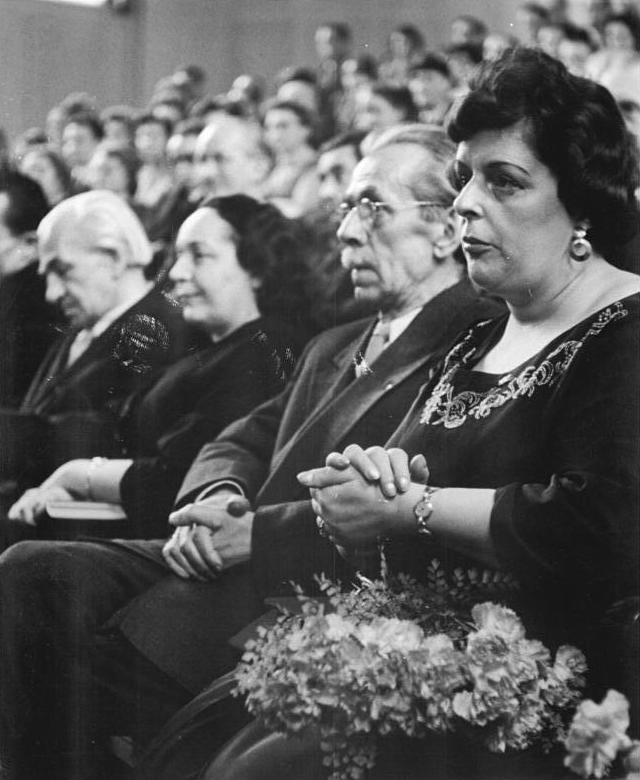
Leonie Askenazy-Mann (rechts) 1958

Carla Henriette Maria Leonie „Goschi“ Mann (* 10. September 1916 in München; † 25. Oktober 1986 in Berlin) war eine deutsche Autorin und Übersetzerin aus der Literatenfamilie Mann.

## Leben
Leonie Mann war das einzige Kind des Schriftstellers Heinrich Mann (1871–1950) und stammte aus dessen erster Ehe mit der tschechischen Schauspielerin Maria Kanová (1886–1947). Die Eheleute trennten sich 1927, die Ehe wurde 1930 geschieden, die Tochter wuchs bei der Mutter auf und wurde in Prag Anfang 1939 von der deutschen Besetzung der Tschechoslowakei überrascht. Ihre Mutter war von 1940 bis 1945 im Ghetto Theresienstadt inhaftiert und starb 1947 an den Folgen der Haft.
Leonie Mann heiratete den tschechischen Schriftsteller und Dramaturgen Ludvík Aškenazy (1921–1986). Ihre Söhne sind Jindřich Mann-Aškenazy (* 1948, Regisseur) und Ludvik Mann-Aškenazy (* 1956, Filmemacher). Sie lebte mit ihrem Ehemann bis 1968 in Prag, dann in München und ab 1976 in Bozen.

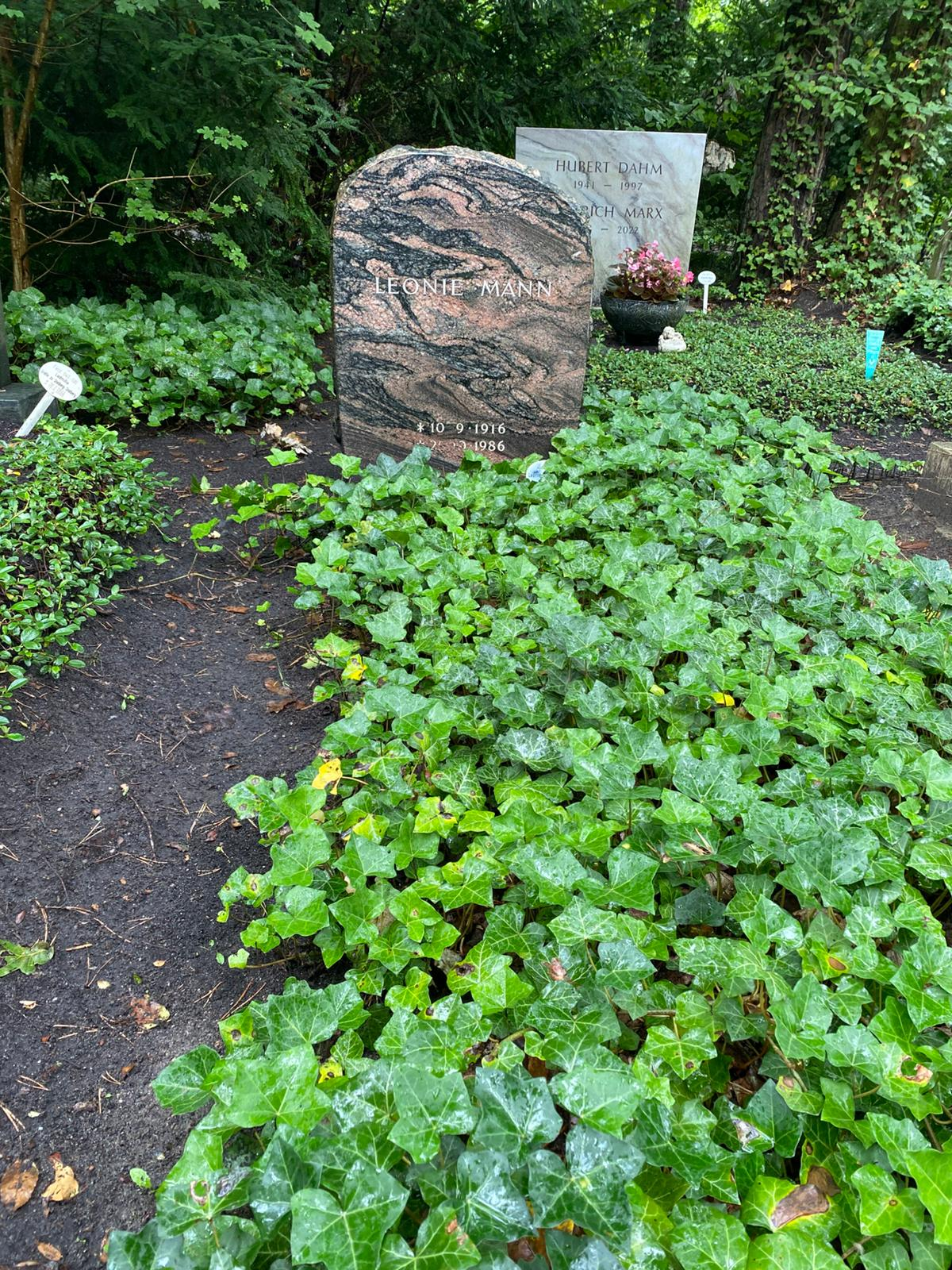
Grabstätte auf dem Waldfriedhof Zehlendorf

1955/56 übersetzte sie zwei Kinderbücher von Milan Pavlík und Ondřej Sekora aus dem Tschechischen. Öffentliche Aufmerksamkeit erhielt Leonie Mann erstmals im Jahr 1957, als sie Teile aus dem Nachlass ihres Vaters der Deutschen Akademie der Künste in Berlin (Ost) vermachte.
Ein weiteres Mal wurde die Öffentlichkeit im Jahr 1961 auf Leonie Mann aufmerksam, als sie der damaligen DDR-Regierung erlaubte, die Urne ihres Vaters von einem kleinen Friedhof in Santa Monica (Kalifornien, USA) in ein Ehrengrab auf dem Dorotheenstädtischen Friedhof in Ost-Berlin umzubetten.
Leonie Mann ruht auf dem Waldfriedhof Zehlendorf (Feld 040).